# Перевалы
Перева́лы (укр. Перевали) — село в Турийской поселковой общине Ковельского района Волынской области Украины.
До 2020 года входило в Турийский район.
Код КОАТУУ — 0725585301. Население по переписи 2001 года составляет 373 человека. Почтовый индекс — 44812. Телефонный код — 3363. Занимает площадь 1,234 км².